# Arrondissement di Sarreguemines
L'arrondissement di Sarreguemines è una suddivisione amministrativa francese, situata nel dipartimento della Mosella e nella regione del Grand Est.

## Composizione
L'arrondissement di Sarreguemines raggruppa 69 comuni in 6 cantoni:
- cantone di Bitche
- cantone di Rohrbach-lès-Bitche
- cantone di Sarralbe
- cantone di Sarreguemines
- cantone di Sarreguemines-Campagne
- cantone di Volmunster